# Йорг Гайнріх
Йорг Гайнріх (нім. Jörg Heinrich, нар. 6 грудня 1969, Ратенов) — німецький футболіст, що грав на позиції захисника, півзахисника.
Виступав, зокрема, за клуби «Боруссія» (Дортмунд) і «Фіорентина», а також національну збірну Німеччини.
Дворазовий чемпіон Німеччини. Володар Суперкубка Німеччини. Переможець Ліги чемпіонів УЄФА. Володар Міжконтинентального кубка.

## Клубна кар'єра
Народився 6 грудня 1969 року в місті Ратенов.
У дорослому футболі дебютував 1988 року виступами за команду східнонімецького клубу «Мотор Ратенов».
Згодом з 1989 по 1996 рік грав у складі команд клубів «Кем'є Фельтен», «Кікерс» (Емден) та «Фрайбург».
Своєю грою за останню команду привернув увагу представників тренерського штабу клубу «Боруссія» (Дортмунд), до складу якого приєднався 1996 року. Відіграв за дортмундський клуб наступні два сезони своєї ігрової кар'єри. Більшість часу, проведеного у складі «Боруссії», був основним гравцем команди. Протягом цих років виборов титул чемпіона Німеччини, ставав володарем Суперкубка Німеччини, переможцем Ліги чемпіонів УЄФА, володарем Міжконтинентального кубка.
У 1998 році уклав контракт з італійською «Фіорентиною», у складі якої провів наступні два роки своєї кар'єри гравця. Граючи у складі «Фіорентини» також здебільшого виходив на поле в основному складі команди.
З 2000 року знову, цього разу три сезони захищав кольори дортмундської «Боруссії». За цей час додав до переліку своїх трофеїв ще один титул чемпіона Німеччини.
Протягом 2003—2008 років захищав кольори клубів «Кельн», «Лудвігсфельдер», «Уніон» (Берлін), «Кем'є Премнітц» та «Оберавель Фельтен».
Завершив професійну ігрову кар'єру у клубі «БСК Ратенов», за команду якого виступав протягом 2008—2011 років.

## Виступи за збірну
У 1995 році дебютував в офіційних матчах у складі національної збірної Німеччини. Протягом кар'єри у національній команді, яка тривала 8 років, провів у формі головної команди країни 37 матчів, забивши 2 голи.
У складі збірної був учасником чемпіонату світу 1998 року у Франції, розіграшу Кубка конфедерацій 1999 року у Мексиці.

## Титули і досягнення
- Чемпіон Німеччини (2):

«Боруссія» (Дортмунд): 1995–96, 2001–02
- Володар Суперкубка Німеччини (1):

«Боруссія» (Дортмунд): 1996
- Переможець Ліги чемпіонів УЄФА (1):

«Боруссія» (Дортмунд): 1996–97
- Володар Міжконтинентального кубка (1):

«Боруссія» (Дортмунд): 1997